# Старый Руссик
Старый Руссик (Старый Русик, Нагорный Руссик) — скит (монастырь) на Святой Горе Афон в Греции, известный с 1169 года.

## История
Первой русской обителью на Афоне был монастырь Пресвятой Богородицы Ксилурга (Древодела). В 1169 году, когда количество русских монахов в обители увеличилось, Протат по ходатайству игумена обители Лаврентия выделил для поселения русским монахам, заброшенный к тому времени, монастырь Фессалоникийца (Солунца), посвященный святому Пантелеимону. Следующие семь веков монастырь существовал и развивался, в том числе, благодаря покровительству сначала византийских императоров, а затем и русских царей. За время своего сущестования монастырь пережил набеги завоевателей и пиратов, пожары. В XIII веке пожар уничтожил значительную часть монастырского архива с бесценными документами.
В XVIII веке монастырь приходит в запустение. Н. А. Благовещенский связывал это запустение в своих записках с «кровавой катастрофой, какой закончил своё существование Старый Руссик». В частности он писал:

В Старом Руссике ненависть между греками и русскими копилась очень долго и, наконец, обратилась в кровопролитную драку, в которой греки перерезали всех русских и закопали в землю их библиотеки и иконы. Но тени убитых стали беспокоить совесть греческую, и они покинули Руссик.

В 1765 году монахи Пантелеимонова монастыря переселились на новое место, на побережье, где ещё в конце XVII века инок Христофор построил келью, небольшой храм и причал. В настоящее время на этом месте находится монастырь Святого Пантелеимона на Афоне, а Старый Руссик имеет статус скита, в котором с недавнего времени возобновлена монашеская жизнь.